# Émile Osty
Émile Osty est un chanoine sulpicien français, né à Paris le 28 juin 1887 et mort dans la même ville le 14 juillet 1981 ,. Il réalise, d'abord seul, puis avec la collaboration de Joseph Trinquet, une traduction complète de la Bible depuis les textes originaux. Cette traduction est parue initialement en vingt-deux fascicules aux éditions Rencontres en 1970, puis en un seul volume aux Éditions du Seuil en 1973. 

## Biographie
Après des études au séminaire Saint-Sulpice, à l'Institut catholique de Paris et à la Sorbonne, il est ordonné prêtre juste avant-guerre (1913) pour le diocèse de Paris. Mobilisé dans l'armée d'Orient jusqu'en 1919, il s'y distingue puisqu'il revient avec trois citations. Avec une licence ès lettres et une autre en théologie, il enseigne le grec biblique à l'Institut catholique de Paris (1929-1954) et est suppléant pour l'hébreu. Il enseigne aussi à l'École des langues orientales anciennes.
Il est qualifié de « génie de la traduction ».   
Il a l'occasion d'affûter son talent de traducteur en participant aux traductions de la Bible de Jérusalem, dont il devient membre du comité de direction. Doué pour repérer les limites des traductions existantes, il peut s'atteler à une traduction selon ses critères de respect à la fois des textes originaux et de la langue française. Il s'adjoint la collaboration de Joseph Trinquet, de trente ans son cadet, lequel travaille surtout les notes.
Selon un texte de présentation des différentes versions de la Bible disponibles en français de l'Alliance biblique française :

« La remarquable traduction réalisée par le chanoine Émile Osty, représente plus de vingt-cinq ans d’un minutieux labeur. En cours de route, Osty a fait appel à Joseph Trinquet, professeur au grand séminaire de Paris. Cette traduction respecte « jusqu’au scrupule » les textes originaux hébreu, araméen et grec. Étant l’œuvre d’une seule personne, elle se caractérise par sa grande cohérence : une même expression dans la langue originale est rendue par une même expression en français. Très précise, cette traduction s’efforce aussi de respecter les genres littéraires présents dans les livres bibliques. Utilisant toutes les ressources de la langue française, elle cherche à rendre le côté pittoresque de l’original. D’abondantes introductions et notes techniques font de la Bible Osty-Trinquet un remarquable outil pour l’exégèse. »

Le chanoine Osty est l'oncle de Lucien Osty, plus connu sous le nom de Jean Lartéguy.